# Miesiąc anomalistyczny
Miesiąc anomalistyczny – czas w jakim dowolna z anomalii Księżyca wzrasta o kąt pełny (okres między kolejnymi jego przejściami przez perygeum). Miesiąc anomalistyczny trwa 27 dni 13 godzin 18 minut i 33,3 sekundy.